# Andrea Haaser
Andrea Haaser (5 febbraio 1961) è un'ex sciatrice alpina austriaca.

## Biografia
Sciatrice polivalente originaria di Maurach di Eben am Achensee, ottenne il primo piazzamento in Coppa del Mondo il 18 dicembre 1978 a Val-d'Isère in combinata (6ª) e tale risultato sarebbe rimasto il migliore della Haaser nel massimo circuito internazionale; nella stessa stagione vinse la medaglia d'oro nella discesa libera e quella d'argento nello slalom gigante agli Europei juniores di Achenkirch 1979. In Coppa del Mondo bissò il suo miglior risultato il 14 dicembre 1979 a Limone Piemonte in combinata (6ª) e ottenne l'ultimo piazzamento l'8 febbraio 1981 a Haus in discesa libera (13ª); non prese parte a rassegne olimpiche né ottenne piazzamenti ai Campionati mondiali.

## Palmarès

### Europei juniores
- 2 medaglie[1][2]:
  - 1 oro (discesa libera ad Achenkirch 1979)
  - 1 argento (slalom gigante ad Achenkirch 1979)

### Coppa del Mondo
- Miglior piazzamento in classifica generale: 38ª nel 1980

### Coppa Europa
- 4 podi:
  -  1 vittoria[senza fonte]

#### Coppa Europa - vittorie
| Stagione | Località          | Paese   | Specialità |
| -------- | ----------------- | ------- | ---------- |
| 1979     | Puy-Saint-Vincent | Francia | GS         |

Legenda:

GS = slalom gigante

### Campionati austriaci
- 1 medaglia[1]:
  - 1 bronzo (combinata nel 1981)